# Codex 632
Codex 632 é uma série de televisão luso-brasileira produzida pelo Globoplay em parceria com a RTP e a produtora portuguesa SPi. Baseada no livro homônimo do jornalista José Rodrigues dos Santos, adaptada por Pedro Lopes e tem direção artística de Sérgio Graciano. A primeira temporada foi lançada em 2 de outubro em Portugal e em 19 outubro de 2023 no Brasil.

## Enredo
Na sinopse, Tomás de Noronha (Paulo Pires), um professor universitário apaixonado por decodificação, descobre as possibilidades de mudar nossa memória coletiva e percepção da história mundial, iniciadas por seu falecido professor Martinho Toscano. Ele tem a tarefa de continuar uma determinada investigação. O dinheiro é a razão pela qual Tomás aceita a oportunidade, mas ele está determinado a resolver o mistério que levou à morte de seu mentor. Conta sobre uma proposta de casamento que recebeu da sua melhor amiga e confidente, a professora Vitória (Ana Sofía Martins), que lidera secretamente um grupo de ativistas que destroem estátuas e símbolos do colonialismo em Lisboa. Tomás é casado com Constança (Deborah Secco) com quem teve Margarida (Leonor Belo), mas a relação de anos do casal está em crise.

## Elenco
- Paulo Pires como Tomás de Noronha
- Deborah Secco como Constança de Noronha
- Ana Sofia Martins como Vitória
- Leonor Belo como Margarida de Noronha
- Alexandre Borges como Nelson Moliarti
- Betty Faria como Luisa Toscano
- José Mata como Marlon
- Miguel Nunes
- Albi de Abreu como Diego Rodriguez
- João Bettencourt como Bruno

## Exibição
Começou a ser exibida pelo canal português RTP1 desde 2 de outubro de 2023.
No Brasil, foi lançada pelo streaming Globoplay, em 19 de outubro de 2023 e dividida em dois blocos semanais e a cada semana foi lançado uma parte com 3 episódios em cada, com o último sendo disponibilizados em 26 de outubro de 2023.

## Episódios
| Temporada | Temporada | Episódios | Exibição no Brasil    | Exibição no Brasil    |
| Temporada | Temporada | Episódios | Estreia de temporada  | Final de temporada    |
| --------- | --------- | --------- | --------------------- | --------------------- |
|           | 1         | 6         | 19 de outubro de 2023 | 26 de outubro de 2023 |